# 小行星7558
小行星7558（英語：7558 Yurlov）是一颗围绕太阳公转的小行星。1982年10月14日，柳德米拉·卡拉季奇在克里米亚发现了此天体。
这颗小行星的绝对星等为163.2366882446433等。